# Mars 1939

## Événements
- Irak : le roi Ghazi Ier concentre ses troupes à la frontière du Koweït et semble projeter l’invasion de l’émirat. Les membres du gouvernement Jamil al-Midfai sont arrêtés.
- Syrie : le haut-commissaire au Levant Gabriel Puaux suspend la législation sur les musulmans.

- 2 mars : 
  - Le Cardinal Eugenio Pacelli devient Pape sous le nom de Pie XII  (fin en 1958).
  - Le maréchal Pétain devient ambassadeur de France en Espagne.

- 5 mars : à Madrid, la Junte nationale de défense, qui s’est soulevée contre le gouvernement sous la direction du colonel Segismundo Casado, essaie de négocier une capitulation honorable par l’entremise britannique (des heurts entre anarchistes ralliés à Casado et communistes fidèles à Juan Negrín font 2 000 morts du 5 au 10 mars). Mais le PCE tente une résistance désespérée dans la ville assiégée.

- 6 mars : un équipage italien effectue la liaison Rome - Addis-Abeba sans escale sur un Fiat Br-20L établissant un trajet record de 4 500 km à 390,97 km/h.

- 10 mars : dans un discours devant le parti communiste, Staline attribue le succès des coups de force d’Hitler à la faiblesse des démocraties.

- 14 mars : 
  - Soutenue par Hitler, la Slovaquie de Mgr Jozef Tiso proclame son indépendance.
  - Convoqué à Berlin dans la nuit du 14 au 15 mars, Emil Hácha est contraint sous la menace de « remettre avec une pleine confiance le pays tchèque entre les mains du Führer ».

- 15 mars (Tchécoslovaquie) : l'Allemagne occupe la Bohême et la Moravie et instaure le Protectorat de Bohême-Moravie ("Zerschlagung der Rest-Tschechei"). La Hongrie occupe la Ruthénie en mars. Manifestations pro-tchécoslovaques en Roumanie lors de l’entrée des Allemands à Prague. Chamberlain condamne la violation des accords de Munich par l’Allemagne et revient sur la politique d’apaisement.

- 16 mars : 
  - La Slovaquie adhère au protectorat de Bohême-Moravie.
  - La guerre d'Espagne prend fin à la suite de la prise de Madrid par les Franquistes et la reddition des armées républicaines.

- 17 mars : 
  - La France et le Royaume-Uni entament des négociations avec l’Union soviétique.
  - Bataille de Nanchang.
  - Signature du Pacte Ibérique entre le Portugal et l'Espagne.

- 18 mars : le prototype du Boeing 307 Stratoliner s'écrase durant un vol de présentation à la compagnie KLM (10 tués).

- 19 mars : Arthur Neville Chamberlain donne la garantie britannique à la Roumanie.

- 22 mars : Adolf Hitler contraint la Lituanie à lui céder Memel.

- 23 mars : Berlin impose à la Roumanie un accord commercial qui réserve à l’Allemagne la production de blé et de pétrole roumain contre la fourniture d’armes et de munitions.

- 26 mars : 
  - La guerre d'Espagne prend fin à la suite de la prise de Madrid par les Franquistes (voir Offensive finale de la guerre d'Espagne).
  - La Pologne rejette les propositions d’Hitler de faire de la Pologne un satellite de l’Allemagne contre l’Union soviétique.
  - Le Boeing 314 Yankee Clipper de la Pan American effectue sa première liaison transatlantique : Baltimore - Açores - Lisbonne - Marseille.

- 27 mars : Franco adhère au Pacte anti-Komintern mais proclame sa stricte neutralité dès le début du conflit mondial.

- 28 mars : 
  - Sortie de la Peugeot 202.
  - Les troupes de Franco entrent dans Madrid, c'est la fin de la Guerre civile d'Espagne.

- 30 mars :
  - premier vol du Potez 670;
  - le capitaine Hans Dieterle établit un nouveau record du monde de vitesse à bord d'un Heinkel He 100V-8 en atteignant 746 km/h.

- 31 mars : Arthur Neville Chamberlain donne la garantie britannique à la Pologne.

## Naissances
- 1er mars : Leo Brouwer, compositeur cubain.
- 3 mars : Ariane Mnouchkine, metteuse en scène française, fondatrice du Théâtre du Soleil.
- 5 mars : Chögyam Trungpa Rinpoché, maître du bouddhisme tibétain († 4 avril 1987).
- 8 mars :
  - Peter Nicholls, lexicographe et auteur australien († 6 mars 2018).
  - Paride Tumburus, footballeur italien († 23 octobre 2015).
- 9 mars : Jean-Pierre Chevènement, homme politique français.
- 13 mars : Ferre Grignard, chanteur belge († 8 août 1982).
- 14 mars :
  - Bertrand Blier, réalisateur français († 20 janvier 2025).
  - William B. Lenoir, astronaute américain.
- 17 mars : Bill Graham, ancien ministre des affaires étrangères et de la défense du Canada.
- 18 mars : Joseph Boishu, évêque catholique français, évêque auxiliaire de Reims.
- 19 mars : Miguelín (Miguel Mateo Salcedo), matador espagnol († 21 juillet 2003).
- 20 mars : Brian Mulroney, premier ministre du Canada († 29 février 2024).
- 21 mars : Kathleen Widdoes, actrice américaine.
- 22 mars : Jan Hugens, coureur cycliste néerlandais († 12 mars 2011).
- 26 mars : Étienne Draber, acteur français († 11 janvier 2021).
- 27 mars : Ladislas de Hoyos, journaliste français († 8 décembre 2011).
- 29 mars : Terence Hill, acteur italien.
- 30 mars : 
  - Rose Kaufman, scénariste américaine († 7 décembre 2009).
  - Donald Adamson, historien et biographe britannique († 18 janvier 2024).
- 31 mars : Israël Horovitz, dramaturge, acteur et réalisateur américain († 9 novembre 2020).

## Décès
- 2 mars : Howard Carter, archéologue et égyptologue britannique (° 9 mai 1874).
- 6 mars, Michel Levie, homme politique belge (° 4 octobre 1861).
- 8 mars : Henry Pellatt, homme d'affaires et soldat.
- 19 mars : Gustave Pierre, peintre français (° 10 mars 1875).